# Kalcerrytus
Genre
Kalcerrytus est un genre d'araignées aranéomorphes de la famille des Salticidae.

## Distribution
Les espèces de ce genre se rencontrent en Amérique du Sud.

## Liste des espèces
Selon World Spider Catalog (version 22.5, 26/09/2021) :
- Kalcerrytus amapari Galiano, 2000
- Kalcerrytus amplexus Bustamante & Ruiz, 2016
- Kalcerrytus carvalhoi (Bauab & Soares, 1978)
- Kalcerrytus chimore Galiano, 2000
- Kalcerrytus edwardsi Ruiz & Brescovit, 2003
- Kalcerrytus excultus (Simon, 1902)
- Kalcerrytus falcatus Ruiz & Brescovit, 2003
- Kalcerrytus filipi Bustamante & Ruiz, 2016
- Kalcerrytus kikkri Galiano, 2000
- Kalcerrytus leonardi Bustamante & Ruiz, 2016
- Kalcerrytus leucodon (Taczanowski, 1878)
- Kalcerrytus limoncocha Galiano, 2000
- Kalcerrytus mapinguari Portuguez, 2021
- Kalcerrytus mberuguarus Ruiz & Brescovit, 2003
- Kalcerrytus merretti Galiano, 2000
- Kalcerrytus nauticus Galiano, 2000
- Kalcerrytus odontophorus Ruiz & Brescovit, 2003
- Kalcerrytus rosamariae Ruiz & Brescovit, 2003
- Kalcerrytus salsicha Ruiz & Brescovit, 2003
- Kalcerrytus yacuruna Portuguez, 2021

## Publication originale
- Galiano, 2000 : « Descripción de Kalcerrytus, nuevo género (Araneae, Salticidae). » Physis (Secciones C), vol. 57, no 132/133, p. 53-71.